# Nuevo Quechula
Nuevo Quechula es un poblado mexicano perteneciente al municipio de Tecpatán, distrito de Venustiano Carranza, estado de Chiapas. Está habitado por exhabitantes del Viejo Quechula, quienes desalojaron a este último poco tiempo antes de la construcción de la presa Netzahualcóyotl, en 1966.
Nuevo Quechula es conocido por encontrarse cerca de ahí el Templo de Santiago, sumergido bajo las aguas del río Grijalva. El arquitecto Carlos Navarrete elaboró un informe acerca de los restos de la nave, afirmando que el templo fue abandonado entre 1773 y 1776 debido a una serie de plagas que afectaron a las comunidades de la zona.